# John Romero
Alfonso John Romero (Colorado Springs, Colorado; 28 de octubre de 1967) es un diseñador de videojuegos cuya importancia es fundamental en la historia de esta industria, especialmente en el género de los videojuegos de disparos en primera persona. Es más conocido por ser cofundador de Id Software y principal responsable de muchos de los títulos de la empresa, originalmente creados para PC, y posteriormente adaptados a consolas, incluyendo Wolfenstein 3D, Doom, y Quake. A él se acredita el haber acuñado el término "Deathmatch". Actualmente es jefe del sitio web loot drop.

## Vida personal

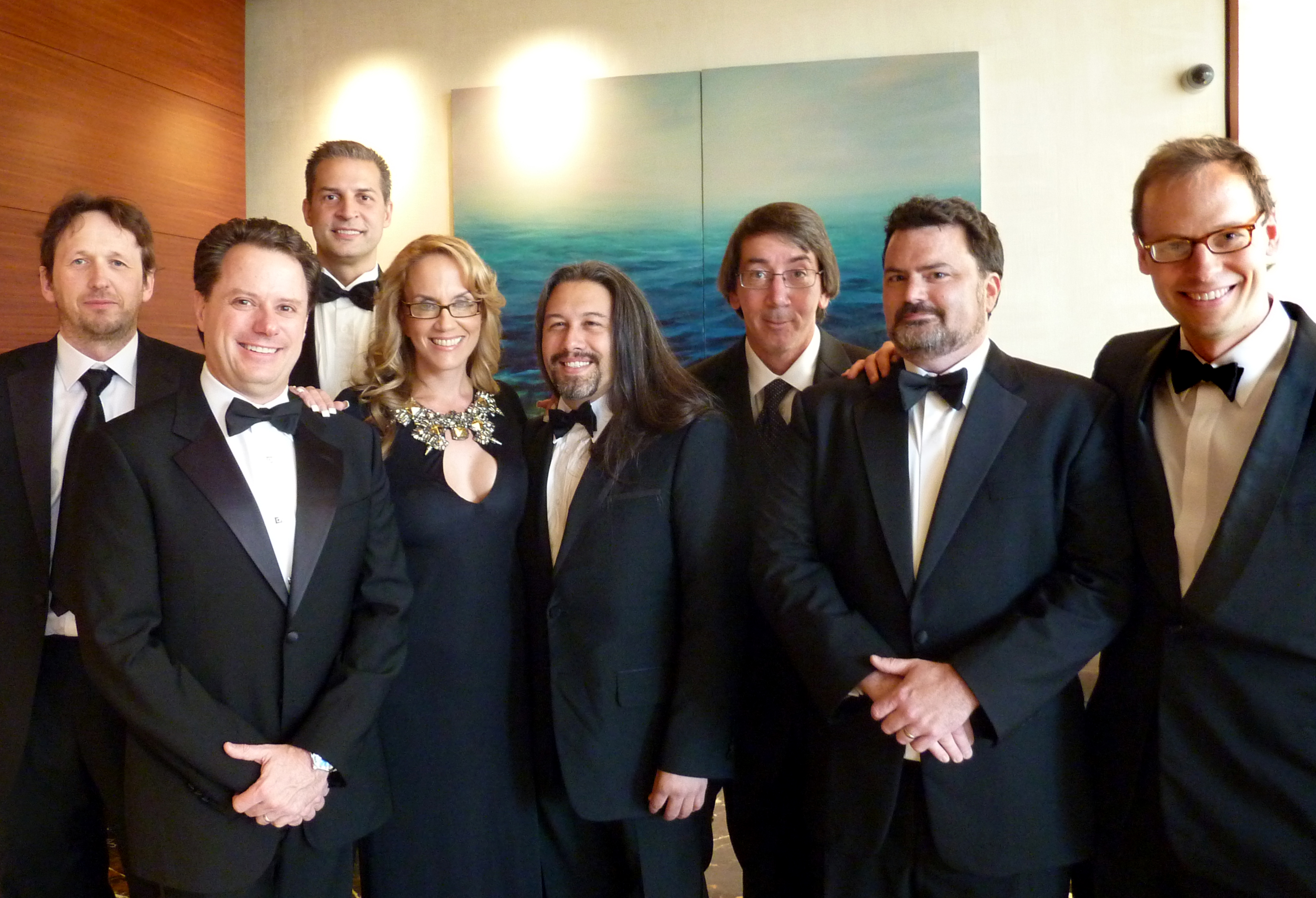
Romero y los otros diseñadores de videojuegos en un evento BAFTA en Los Ángeles en julio del 2011. Desde la izquierda: Rod Humble, Louis Castle, David Perry, Brenda Romero, John Romero, Will Wright, Tim Schafer, Chris Hecker.

Romero nació en Colorado Springs, Colorado, en los Estados Unidos de América. Es de ascendencia mexicana, yaqui y cherokee. Su madre Ginny dio a luz a John seis semanas prematuramente. Sus padres que se habían casado sólo unos meses antes, estataban atravesando por dificultades. Ginny, una persona de buen humor y fácil de tratar, conoció a Alfonso Antonio Romero cuando eran adolescentes, en Tucson, Arizona. Alfonso, un mexicano-estadounidense de primera generación, era técnico de mantenimiento en una base de la fuerza aérea, y pasaba sus días arreglando sistemas de aire acondicionado y de calefacción. Después de que Alfonso y Ginny se casaran, se dirigieron en un auto Chrysler 1948 con trescientos dólares a Colorado, esperando que su relación interracial prosperara en un ambiente más tolerante.

### Apple II
El primer juego de John Romero, Scout Search, fue publicado en 1984 por la revista inCider, una popular revista dedicada al sistema Apple II durante la década de los 80. La primera compañía de John Romero fue Capitol Ideas Software, en la cual fue catalogado como el promotor de al menos 12 de sus primeros juegos publicados.
Romero apareció en la portada de las ediciones de diciembre de la revista Nibble durante tres años consecutivos a partir de 1987. También ganó un concurso de programación de la revista A+ durante su primer año de publicación con su juego Cavern Crusaders.
El primer empleo de Romero en la industria fue en Origin Systems en 1987 tras llevar 8 años programando videojuegos.
Allí trabajó en la versión para Commodore 64 de 2400 A.D., el cual fue finalmente cancelado debido a las bajas ventas registradas por la versión original de Apple II. Después se marchó al proyecto Space Rogue, un juego de Paul Neurath.
Tras un tiempo trabajando juntos, este le preguntó a Romero si estaría interesado en unirse a una compañía que iba a fundar, Blue Sky Productions, finalmente llamada Looking Glass Technologies.
En vez de eso, Romero dejó Origin Systems para cofundar una compañía de videojuegos llamada Inside Out Software, en la que portó Might and Magic II de Apple II a Commodore 64. Teniendo prácticamente terminada la conversión de Commodore del juego Tower Toppler, Epyx canceló inesperadamente su línea de ports entre sistemas debido a la tremeda implicación que necesitaban para el desarrollo de la primera tanda de juegos que acompañaría al lanzamiento de la futura consola Atari Lynx.
Durante este corto tiempo, Romero ideó los diseños para la versión de Apple IIGS de Dark Castle, un port de Macintosh,  fundó una compañía llamada Ideas from the Deep junto a su amigo Lane Roathe y escribió las diferentes versiones del juego Zappa Roidz para Apple II, PC y Apple IIGS. Su última colaboración fue un disco de sistema (InfoDOS) para los juegos de Infocom Zork Zero, Arthur, Shogun y Journey.

### Id Software
Romero se trasladó entonces a Shreveport, Luisiana en marzo de 1989 y se unió como programador a Softdisk (una de las populares "disk magazines" o "revistas con disco" de los 80) en su división de proyectos especiales. Tras varios meses colaborando en la revista mensual sobre PC's "Big Blue Disk", comenzó una división de juegos para PC en julio de 1990, llamada "Gamer's Edge" (originalmente llamada PCRcade).
Más tarde Romero ofreció un puesto al entonces programador freelance John Carmack y también a Adrian Carmack en el departamento de arte (no son familia, sólo comparten apellido) y convenció a su amigo Tom Hall para ir por las noches y ayudar en el diseño del juego. Más tarde, en febrero de 1991, todos ellos dejaron Softdisk y fundaron Id Software.
Romero trabajó en Id desde su creación hasta 1996. Estuvo involucrado en el desarrollo de varios juegos punteros, entre los que se cuentan Commander Keen, Wolfenstein 3D, Doom, Doom II: Hell on Earth y Quake.
Fue productor ejecutivo y diseñador del juego en Heretic y Hexen. Diseñó la mayoría del primer episodio de Doom, muchos de los niveles de Quake, la mitad de los niveles en Commander Keen, Wolfstein 3D y Spear of Destiny. Escribió el código de varias de las herramientas usadas en Id Software para crear sus juegos, incluyendo DoomEd y QuakeEd (editores de niveles), DM (para conectar partidas en línea), el cliente DWANGO (Para conectar el juego con los servidores de DWANGO), TED5 (editor de niveles para la serie de juegos Commander Keen, Wolfenstein 3D y Spear of Destiny), IGRAB (para recopilar recursos y reunirlos en archivos.WAD), los instaladores para todos los juegos hasta (e incluyendo) Quake, los programas SETUP para las configuraciones de los juegos, y muchas otras.

### Ion Storm
Tras marcharse de Id, Romero cofundó Ion Storm en Dallas, Texas con su compañero Tom Hall, y se concentró el diseño y la producción de Daikatana.
Este ambicioso shooter fue anunciado en 1997 con fecha de salida para las navidades de ese año. Sin embargo, tras numerosos aplazamientos durante los meses siguientes, el juego empezó a acumular mala prensa.
En particular, un anuncio de 1997 que rezaba "John Romero's About To Make You His Bitch....Suck it down" causó controversia entre los aficionados y la prensa de videojuegos.  La gran expectación creada ante el juego y los sucesivos retrasos (no fue lanzado hasta abril de 2000) que sufrió causaron que obtuviera muy malas puntuaciones cuando finalmente estuvo a la venta.
Desde su salida, Daikatana ha sido vapuleado por la crítica y aparece frecuentemente en las listas de "peores juegos".
En este tiempo, hubo rumores de que Romero había muerto (aparentemente, por un disparo en la cabeza) y una foto de su presunto cadáver con una herida de bala se distribuyó por internet. Romero en persona declararía que la fotografía había sido tomada por la revista Texas Monthly, y que "quizás no debería habérsela sacado".
Romero se marchó con Tom Hall inmediatamente después de que este lanzara su juego Anachronox y el subsiguiente cierre de la oficina que Ion Storm tenía en Dallas.

## Ludografía
- Ravenwood fair (2010-2011 social network game), lolapps
- Crittter island (2008-2011 social network game), lolapps
- Area-51 (2005), Midway Home Entertainment, Inc.
- Gauntlet: Seven Sorrows (2005), Midway Home Entertainment, Inc.
- Cartoon Network: Block Party (2004), Majesco Sales, Inc.
- Congo Cube (2003), THQ Wireless, RealArcade
- Dig It! (2003), THQ Wireless
- Jewels and Jim (2003), THQ Wireless
- Red Faction (2003), THQ Wireless
- Hyperspace Delivery Boy! (2002), Monkeystone Games
- Anachronox (2001), Eidos Interactive
- Daikatana (2000), Eidos Interactive
- Dominion: Storm Over Gift 3 (1998), Eidos Interactive
- Doom 64 (1997), Midway Games
- Chex Quest (1996), Digital Café
- Final Doom (1996), Atari, Inc.
- Final Doom (1996), id Software
- Heretic: Shadow of the Serpent Riders (1996), id Software
- Quake (1996), id Software
- Strife (1996), Velocity Inc.
- Hexen: Beyond Heretic (1995), id Software
- The Ultimate DOOM (1995), GT Interactive
- Blake Stone: Planet Strike (1994), FormGen
- Corridor 7: Alien Invasion (1994), Capstone Software
- DOOM II: Hell on Earth (1994), GT Interactive
- Heretic (1994), id Software
- Rise of the Triad: Dark War (1994), FormGen
- Super 3D Noah's Ark (1994), Wisdom Tree
- Wolfenstein 3D (1994), Atari Corporation
- Bio Menace (1993), Apogee Software
- Blake Stone: Aliens of Gold (1993), Apogee Software
- Curse of the Catacombs (1993), Froggman
- Dangerous Dave's Risky Rescue (1993), Softdisk Publishing
- DOOM (1993), id Software
- ScubaVenture The Search For Pirate's Treasure (1993), Softdisk Publishing
- Shadowcaster (1993), Origin Systems
- Street Ball (1993), Froggman
- Terror of the Catacombs (1993), Froggman
- Commander Keen: Keen Dreams (1992), Softdisk Publishing
- Cyberchess (1992), Softdisk Publishing
- Spear of Destiny (1992), FormGen
- Wolfenstein 3D (1992), Apogee Software
- Catacomb 3-D (1991), Gamer's Edge, Softdisk Publishing
- The Catacomb Abyss (1991), Softdisk Publishing
- Catacomb II (1991), Softdisk Publishing
- Commander Keen 4: Secret of the Oracle (1991), Apogee Software
- Commander Keen 5: The Armageddon Machine (1991), Apogee Software
- Commander Keen 6: Aliens Ate My Baby Sitter! (1991), FormGen.
- Commander Keen: Invasion of the Vorticons (1991), Apogee Software
- Dangerous Dave in the Haunted Mansion (1991), Softdisk Publishing
- Hovertank (1991), Softdisk Publishing
- Paganitzu (1991), Apogee Software
- PARAGON (1991), Gamer's Edge, Softdisk Publishing
- Rescue Rover (1991), Softdisk Publishing
- Rescue Rover 2 (1991), Expert Software, Froggman, Softdisk Publishing
- Slordax: The Unknown Enemy (1991), Softdisk Publishing
- Xenopods (1991), Softdisk Publishing
- Alfredo's Stupendous Surprise (1990), Softdisk Publishing
- Big Blue Disk #40 (1990), Softdisk Publishing
- Big Blue Disk #41 (1990), Softdisk Publishing
- Big Blue Disk #44 (1990), Softdisk Publishing
- Catacomb (1990), Softdisk Publishing
- Commander Keen 1: Marooned on Mars (1990), Apogee Software
- Commander Keen 2: The Earth Explodes (1990), Apogee Software
- Commander Keen 3: Keen Must Die! (1990), Apogee Software
- Dark Designs II: Closing the Gate (1990), Softdisk Publishing
- Dinosorcerer (1990), Softdisk Publishing
- Pixel Puzzler (1990), Softdisk Publishing
- Shadow Knights (1990), Softdisk Publishing
- Sub Stalker (1990), Softdisk Publishing
- Arthur: The Quest for Excalibur (1989), Infocom
- Big Blue Disk #32 (1989), Softdisk Publishing
- Big Blue Disk #35 (1989), Softdisk Publishing
- How to Weigh an Elephant (1989), Softdisk Publishing
- Journey: The Quest Begins (1989), Infocom
- Magic Boxes (1989), Softdisk Publishing
- Might and Magic II: Gates to Another World (1989), New World Computing
- Space Rogue (1989), Origin Systems
- Twilight Treasures (1989), Softdisk Publishing
- Zappa Roidz (1989), Softdisk Publishing
- Zork Zero: The Revenge of Megaboz (1989), Infocom
- City Centurian (1988), Nibble Magazine
- Dangerous Dave in the Deserted Pirate's Hideout (1988), Uptime Disk Monthly
- James Clavell's Shōgun (1988), Infocom
- Evil Eye (1987), Uptime Disk Monthly
- Jumpster (1987), Uptime Disk Monthly
- Krazy Kobra (1987), Uptime Disk Monthly
- Lethal Labyrinth (1987), Uptime Disk Monthly
- Major Mayhem (1987), Nibble Magazine
- Neptune's Nasties (1987), Uptime Disk Monthly
- Pyramids of Egypt (1987), Uptime Disk Monthly
- Subnodule (1987), Keypunch Software, Inc.
- Wacky Wizard (1987), Uptime Disk Monthly
- Zippy Zombi (1987), Uptime Disk Monthly
- Bongo's Bash (1985), A+ Magazine
- Cavern Crusader (1984), A+ Magazine
- Scout Search (1984), inCider Magazine
- Dodge 'Em (1982), Capitol Ideas Software

## Premios
En 2017, fue galardonado con el premio Bizkaia en el Fun & Serious Game Festival, que tiene lugar en Bilbao.